# Чуваши
Чуваши (чув. чăваш, множ. , једн. ; рус. чуваши) су туркијски народ, који претежно живи у Русији, односно у Републици Чувашији, у којој чини 68% становништва. Чуваши су већином православне вероисповести, а говоре чувашким језиком, који спада у туркијску групу алтајске породице језика.
Чуваша укупно има око 1.954.000. Сматра се да су Чуваши потомци Поволшких Прабугара.

## Етимологија
Име народа Чуваши у писаним документима се први пут појављује 1469. године. Многи научници су сагласни да име Чуваш потиче од старотуркијског јуваш, што значи „тихи, мирни“.